# 몰다우하펜

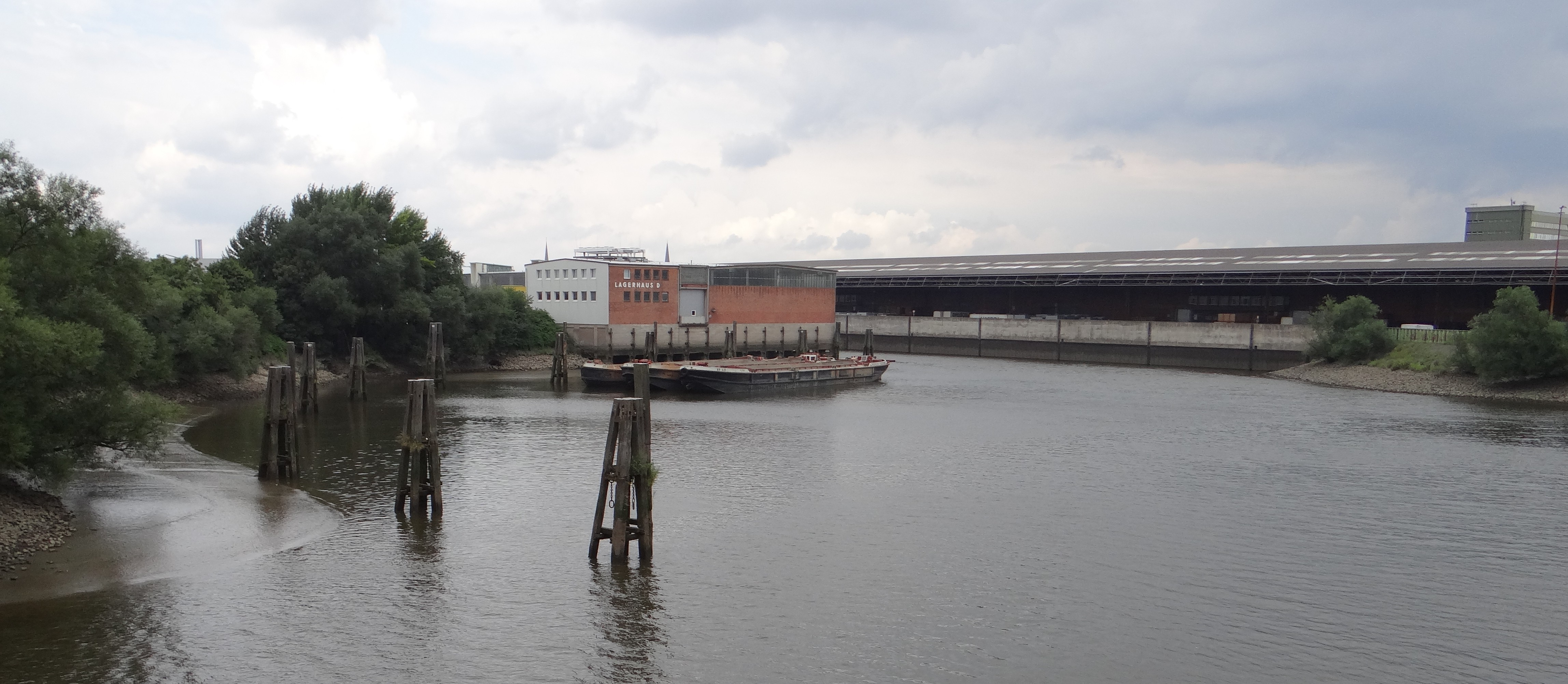
함부르크 몰다우하펜에서 바라본 항구.

몰다우하펜(독일어: Moldauhafen, 체코어: Vltavský přístav)은 독일의 함부르크항 내에 있는 조차지이다. 1919년 베르사유 조약으로 인해 체코슬로바키아 공화국에 귀속이 확정된 이후, 1929년 체코슬로바키아 공화국에 귀속되었고, 체코슬로바키아 공화국이 체코와 슬로바키아로 분리되면서 1993년 체코에 조차권이 위임되었다. 그러나 2028년에는 독일에 귀속될 예정이다.
몰다우하펜의 면적은 약 3만 제곱미터로, 엄밀히 말해 체코의 영토가 아니기 때문에 월경지로는 분류되지 않는다. 비슷한 예로 폴란드의 구 슈테틴(현 슈체친) 항이 있다.
베르사유 조약 363조, 364조에 따르면 독일 함부르크와 슈테틴 항구들은 체코슬로바키아에 99년간 조차되고, 자유로운 통치체제와 상품의 자유로운 출입이 허용되었다. 1929년에서 99년 뒤인 2028년에는 독일에 귀속될 예정이다. 2002년까지 몰다우하펜은 현재 파산한 CSPL사가 사용하고 있었다.

## 참고 문헌
- (독일어) Hamburg fordert bessere Nutzung des tschechischen Hafengeländes (Automated translation to English)